# エリック・スチュワート
エリック・スチュワート（Eric Stewart、1945年1月20日 - ）は、イギリス・ドロイルスデン出身のミュージシャン、ソングライターであり、ロックバンド10ccのメンバーとして知られる。
ウェイン・フォンタナ率いるバンド・マインドベンダーズのリード・ギタリストとして頭角を現し、フォンタナがソロ活動を理由に脱退した後も中核メンバーとして活躍した。早くから曲作りも手掛け、フォンタナ在籍時の「ゲーム・オブ・ラヴ」以降のシングルB面（共作）、マインドベンダーズ時代のシングルB面（10枚中6曲）を提供。それによって得られた印税などを資金として解散後に自らストロベリー・スタジオを立ち上げ、さまざまなレコーディングセッションを行った。ここで知己を得たメンバーが発展し、ホットレッグスから、10cc結成へとつながっていった。
10ccとして人気絶頂であった1979年1月25日未明、運転中のＢＭＷが凍った路面でスリップ、後頭部を強打する重傷を負った。ワールドツアーの合間だったが、3月に予定されていた2度目の来日を含むツアー後半はキャンセルされた。しかし約半年後には復帰し、音楽活動を再開している。
1980年3月、フランス映画『ガールズ/恋の初体験』のサウンドトラック・アルバムを発表。実質的な初ソロ・アルバムとなる。
1982年8月、ソロ・アルバム『Frooty Rooties』を発表。
1980年代には元ビートルズのポール・マッカートニーのアルバム4枚、元ABBAのアグネタのソロ・アルバム、ジャスティン・ヘイワードのソロ・アルバムなどに参加し、1990年代にはエリック・ウルフソンの企画アルバムやアラン・パーソンズのソロアルバム2枚に参加している。
1995年に10ccから離脱する。
2003年4月にはソロ・アルバム『Do Not Bend』を発表した。
2009年1月にはソロ・アルバム『Viva La Difference』を発表した。
2017年3月15日、自伝『Things We Do For Love』をiBooksから発売。
2017年7月にはEric Stewart:10cc名義で2枚組ベスト・アルバム『Anthology』を発表。10㏄が名義に含まれているのは、『ミラー・ミラー』からの楽曲を収録しているため。